# HD 117716
HD 117716，又名CD-2810128，SAO 181737、HR 5097，是一颗恒星，视星等为5.69，位于銀經313.74，銀緯33.31，其B1900.0坐标为赤經13h 27m 1.6s，赤緯-28° 33.31′ 39″。